# 南亚泡花树
南亚泡花树（学名：Meliosma arnottiana）为清风藤科泡花树属下的一个种。